# Godwin Okpara
Godwin Okpara (Lagos, 20 september 1972) is een Nigeriaans voormalig voetballer die speelde als verdediger. Hij speelde meermaals voor het Nigeriaans voetbalelftal en maakte deel uit van het team dat deelnam aan de Wereldbeker van 1998 en de Olympische Spelen van 2000. Okpara werd in 2007 opgesloten en veroordeeld tot een gevangenisstraf van tien jaar wegens verkrachting.

## Carrière
Godwin Okpara voetbalde in zijn thuisland Nigeria voor Obanta United toen hij in 1989 naar België verhuisde. De centrale verdediger belandde bij eersteklasser Beerschot, waar trainer Georges Heylens toen al na 10 wedstrijden ontslagen werd. Na twee woelige seizoenen ruilde Okpara de club in voor reeksgenoot Eendracht Aalst, maar dat bleek in eerste instantie geen sportieve verbetering. Aalst zakte in 1992 naar Tweede Klasse.
Toen trainer Jan Ceulemans het roer overnam, keerde Aalst terug naar de hoogste afdeling en groeide Okpara uit tot een belangrijke pion in het eerste elftal. Met spelers als Gilles De Bilde, Harold Meyssen en Yves Vanderhaeghe werd Eendracht Aalst een stabiele eersteklasser. Okpara zelf kreeg in 1995 de Ebbenhouten Schoen.
In 1996 zette de Nigeriaan een stap hogerop. Hij tekende een contract bij de Franse middenmoter RC Strasbourg en werd er een titularis. Na drie seizoenen verkaste hij naar de Franse topclub Paris Saint-Germain, maar daar kwam hij amper van de bank. Daarom besloot hij in 2001 om naar België terug te keren. Okpara koos voor Standard Luik en werd er onder trainer Michel Preud'homme een vaste waarde in de verdediging. Tijdens het seizoen 2003/04 viel Okpara naast het eerste elftal. Na afloop van het seizoen zette de toen 32-jarige Nigeriaan een punt achter zijn spelersloopbaan.

## Nationale ploeg
In 1989 nam Okpara met Nigeria deel aan het WK voor -17-jarigen in Schotland. Nigeria vloog er toen in de kwartfinale uit na strafschoppen. In 1998 maakte Okpara deel uit van de selectie voor het WK in Frankrijk. Hij mocht op het WK twee keer invallen en bereikte met zijn land de tweede ronde.
Twee jaar later trok de Nigeriaan met de nationale ploeg naar de Olympische Spelen. Bondscoach Jo Bonfrère selecteerde hem samen met Celestine Babayaro als ervaren speler. Nigeria vloog er in de kwartfinale uit. Okpara speelde in totaal 28 keer voor de nationale ploeg.

## Gevangenis
In 2008 werd Okpara veroordeeld tot een gevangenisstraf van tien jaar wegens de verkrachting van een 13-jarig meisje. De feiten speelden zich af van 2002 tot 2005. Tina, een Nigeriaans meisje, werd in 2001 door Okpara en diens echtgenote Linda geadopteerd. In erbarmelijke omstandigheden deed ze het huishouden van de familie Okpara in Chatou nabij Parijs. Ze werd door de voetballer meermaals verkracht en door zijn echtgenote gefolterd. Okpara heeft de verkrachting altijd ontkend. Zijn echtgenote Linda kreeg voor foltering een gevangenisstraf van 15 jaar. Het slachtoffer, Tina Okpara, stelde haar jarenlange beproeving te boek in Ma vie a un prix.

## Spelerscarrière
| seizoen | club            | land      | competitie     | wed. | goals |
| ------- | --------------- | --------- | -------------- | ---- | ----- |
| 1989    | Obanta United   | Nigeria   | ?              | ?    | ?     |
| 1989/90 | Beerschot       | België    | Jupiler League | 1    | 0     |
| 1990/91 | Beerschot       | België    | Jupiler League | 20   | 0     |
| 1991/92 | Eendracht Aalst | België    | Jupiler League | 31   | 1     |
| 1992/93 | Eendracht Aalst | België    | Tweede Klasse  | 21   | 3     |
| 1993/94 | Eendracht Aalst | België    | Tweede Klasse  | 28   | 0     |
| 1994/95 | Eendracht Aalst | België    | Jupiler League | 32   | 0     |
| 1995/96 | Eendracht Aalst | België    | Jupiler League | 32   | 0     |
| 1996/97 | RC Strasbourg   | Frankrijk | Ligue 1        | 34   | 4     |
| 1997/98 | RC Strasbourg   | Frankrijk | Ligue 1        | 30   | 2     |
| 1998/99 | RC Strasbourg   | Frankrijk | Ligue 1        | 32   | 0     |
| 1999/00 | PSG             | Frankrijk | Ligue 1        | 15   | 0     |
| 2000/01 | PSG             | Frankrijk | Ligue 1        | 4    | 0     |
| 2001/02 | Standard        | België    | Jupiler League | 31   | 1     |
| 2002/03 | Standard        | België    | Jupiler League | 27   | 0     |
| 2003/04 | Standard        | België    | Jupiler League | 10   | 0     |